# A terueli szerelmesek (dráma)
A terueli szerelmesek (spanyol nyelven Los amantes de Teruel) egy 13. századi spanyol legenda szerelmespárja, és a történetüket feldolgozó Tirso de Molina spanyol szerző 1615-ben írt háromfelvonásos drámája. 
A szerelmesek tragikus történetét mások is feldolgozták. A spanyolországi Teruel városa minden évben ünnepi játékokat rendez emlékükre.

## Cselekménye
I. felvonás. Don Gonzalo gazdag terueli nemes megszereti az elszegényedett Don Rufino szép lányát, Isabelt. A lány azonban gyerekkori pajtását, a szegény Marsillát tünteti ki vonzalmával. Isabelt apja az első kérőhöz szeretné adni, de a lány ragaszkodik szerelméhez. Végre három évi és három napi haladékban egyeznek meg. Ha ez idő alatt Marsilla gazdagon visszatér, a lány az övé lehet, ellenkező esetben Don Gonzalóé. Teruelbe egy katonaszázad érkezik. Marsilla felcsap katonának és elmegy velük Afrikába dicsőséget és vagyont szerezni.
II. felvonás. A tuniszi Goletta (La Gouletta, ma: Halk al-Wádí) ostroma közben V. Károly császár a tengerbe esik, Marsilla menti ki. Goletta erődje elesik, Marsilla elsőként jut fel a várfokra Spanyolország zászlójával. Tunisz is elesik, szabad portyázást engedélyeznek. Marsillának nincs szerencséje. Reménye vesztetten kéri Lain szolgáját, hogy ölje meg. Lain azonban addig húzza-halasztja a dolgot, amíg V. Károly odaérkezik kíséretével. Amikor megtudja, miről van szó, 1000 arany évjáradékot utal ki Marsillának és gazdagon megajándékozza.
III. felvonás. Marsilla és Lain lóhalálában sietnek Teruelbe. Laint előre küldi Rufinóhoz, hogy idejében tudassa jövetele hírét. Két óra késéssel érkezik, és mivel egyébként is elterjesztették halálhírét, megtartják Don Gonzalo és Isabel esküvőjét. A nászéjszakán megjelenik Marsilla is és a múlt emlékeként csak egy csókot kér Isabeltől. A már férjes asszony ezt megtagadja tőle, mire a férfi holtan esik össze. Gonzalo elviszi a holttestet Marsilla apjához. Nagy temetést rendeznek a hős Marsilla tiszteletére. Elmegy Isabel is és átkarolva volt kedvese tetemét, hal meg. 

## A téma és a dráma utóélete
A legendából előbb Andrés Rey de Artieda († 1613) írt darabot, de a témát érdemlegesen először Tirso de Molina dolgozta fel, majd Juan Pérez de Montalbán is írt azonos című darabot. Az ilyen „kölcsönzések” abban az időben gyakoriak voltak, hiszen nem létezett még szerzői jog. Jóval később Juan Eugenio Hartzenbusch spanyol író „ásta ki ismét a témát többszázados sírjából” és keltette életre hőseit, akik nem költött, hanem élő személyek voltak. Később exhumálták és a helyi székesegyházban egymás mellé temették őket.
Hartzenbusch 1837. január 19-én bemutatott azonos című drámájával meghódította a közönséget. A cselekményt megtisztította a romantikus túlzásoktól és – ismervén Shakespeare drámáját – Marsilla és Isabel tragikus szerelméből egy spanyol Romeó és Júliát alkotott. Az első színházi sikere után a tragédiát kétszer is átdolgozta, és végül a mesén kívül alig valami maradt a dráma korábbi szövegéből. 
A szerelmesek nyughelye valóságos zarándokhely lett, a helyi San Pedro-templom kriptájának kettős domborművén kezük szinte összeér. Teruel városa minden év februárjában háromnapos rendezvényen eleveníti fel a legendás szerelmespár történetét.